# Butch Keeling
Pour les articles homonymes, voir Butch et Keeling.
'Melville Sydney Keeling, surnommé Butch Keeling, (né le 10 août 1905 à Owen Sound, dans la province de l'Ontario, au Canada – mort le 12 novembre 1984 à Toronto en Ontario) est un joueur professionnel canadien de hockey sur glace qui évoluait au poste d'ailier gauche.

## Biographie
Keeling commence sa carrière en jouant avec les Greys Jr. d'Owen Sound en 1923-1924 dans l'Association de hockey de l'Ontario et il remporte avec eux la Coupe Memorial en inscrivant quarante-six points en quinze rencontres.
Le 7 septembre 1926, il signe avec les Maple Leafs de Toronto de la Ligue nationale de hockey et joue avec eux la saison 1926-1927 ; avant les débuts de la saison 1928-1929, il rejoint les Rangers de New York en retour d'Alex Gray. À l'issue de la saison régulière 1932-1933, les Rangers sont troisièmes de la division. Ils parviennent à la finale de la Coupe Stanley contre l'ancienne équipe de Keeling et mènent 2 matchs à 1 après trois rencontres. Le quatrième match de la série se joue le 13 avril et après soixante minutes de jeu ni Andy Aitkenhead pour New York ni Lorne Chabot pour Toronto n'ont concédé le moindre but ; après sept minutes jeu, les Rangers jouent en supériorité numérique et Keeling passe à son capitaine, Bill Cook, qui inscrit le but de la victoire au bout de 7 min 33 s.
Il met fin à sa carrière après plus de cinq cents matchs dans la LNH, la majeure partie avec les Rangers, après une dernière saison en 1939-1940 en tant qu'entraîneur-joueur avec les Greyhounds de Kansas City de l'Association américaine de hockey.

## Statistiques
| Saison     | Équipe                    | Ligue          |     | Saison régulière | Saison régulière | Saison régulière | Saison régulière | Saison régulière |    | Séries éliminatoires | Séries éliminatoires | Séries éliminatoires | Séries éliminatoires | Séries éliminatoires |
| Saison     | Équipe                    | Ligue          | PJ  | B                | A                | Pts              | Pun              | PJ               | B  | A                    | Pts                  | Pun                  |                      |                      |
| 1923-1924  | Greys Jr. d'Owen Sound    | AHO Jr.        | 11  | 24               | 4                | 28               |                  |                  |    |                      |                      |                      |                      |                      |
| 1924       | Greys Jr. d'Owen Sound    | Coupe Memorial |     |                  |                  |                  |                  | 15               | 37 | 9                    | 46                   |                      |                      |                      |
| 1924-1925  | Greys Jr. d'Owen Sound    | AHO Jr.        | 16  | 22               | 8                | 30               |                  |                  |    |                      |                      |                      |                      |                      |
| 1925       | Greys Jr. d'Owen Sound    | Coupe Memorial |     |                  |                  |                  |                  | 9                | 15 | 5                    | 20                   | 12                   |                      |                      |
| 1925-1926  | Ravens de London          | OHA-Sr.        | 20  | 14               | 3                | 17               | 18               | 4                | 2  | 1                    | 3                    | 0                    |                      |                      |
| 1926-1927  | Panthers de London        | Can-Pro        | 12  | 13               | 1                | 14               | 25               |                  |    |                      |                      |                      |                      |                      |
| 1926-1927  | St. Pats de Toronto       | LNH            | 30  | 11               | 2                | 13               | 29               |                  |    |                      |                      |                      |                      |                      |
| 1927-1928  | Maple Leafs de Toronto    | LNH            | 43  | 10               | 6                | 16               | 52               |                  |    |                      |                      |                      |                      |                      |
| 1928-1929  | Rangers de New York       | LNH            | 43  | 6                | 3                | 9                | 35               | 6                | 3  | 0                    | 3                    | 2                    |                      |                      |
| 1929-1930  | Rangers de New York       | LNH            | 43  | 19               | 7                | 26               | 34               | 4                | 0  | 3                    | 3                    | 8                    |                      |                      |
| 1930-1931  | Rangers de New York       | LNH            | 44  | 13               | 9                | 22               | 35               | 4                | 1  | 1                    | 2                    | 0                    |                      |                      |
| 1931-1932  | Rangers de New York       | LNH            | 48  | 17               | 3                | 20               | 38               | 7                | 2  | 1                    | 3                    | 12                   |                      |                      |
| 1932-1933  | Rangers de New York       | LNH            | 47  | 8                | 6                | 14               | 22               | 8                | 0  | 2                    | 2                    | 8                    |                      |                      |
| 1933-1934  | Rangers de New York       | LNH            | 48  | 15               | 5                | 20               | 20               | 2                | 0  | 0                    | 0                    | 0                    |                      |                      |
| 1934-1935  | Rangers de New York       | LNH            | 47  | 15               | 4                | 19               | 14               | 4                | 2  | 1                    | 3                    | 0                    |                      |                      |
| 1935-1936  | Rangers de New York       | LNH            | 46  | 13               | 5                | 18               | 22               |                  |    |                      |                      |                      |                      |                      |
| 1936-1937  | Rangers de New York       | LNH            | 48  | 22               | 4                | 26               | 18               | 9                | 3  | 2                    | 5                    | 2                    |                      |                      |
| 1937-1938  | Rangers de New York       | LNH            | 38  | 8                | 9                | 17               | 12               | 3                | 0  | 1                    | 1                    | 2                    |                      |                      |
| 1938-1939  | Ramblers de Philadelphie  | LAH            | 48  | 6                | 13               | 19               | 16               | 7                | 2  | 1                    | 3                    | 2                    |                      |                      |
| 1939-1940  | Greyhounds de Kansas City | AHA            | 46  | 15               | 11               | 26               | 27               |                  |    |                      |                      |                      |                      |                      |
| Totaux LNH | Totaux LNH                | Totaux LNH     | 525 | 157              | 63               | 220              | 331              | 47               | 11 | 11                   | 22                   | 34                   |                      |                      |